# Thyreus rotundatus
Thyreus rotundatus là một loài Hymenoptera trong họ Apidae. Loài này được Friese mô tả khoa học năm 1905.